# Championnat d'Asie du Sud féminin de football 2010
Navigation
Sri Lanka 2012
En 2010, la première édition du Championnat d'Asie du Sud féminin de football a eu lieu du 13 au 23 décembre 2010 au Bangladesh, dans la ville de Cox's Bazar. 
La compétition a été organisée par la Fédération de football d'Asie du Sud.
L'Inde a remporté le titre sans encaisser le moindre but, et en dominant tous ses adversaires.
Ngangom Bala Devi est élue meilleure joueuse du Championnat d'Asie du Sud de football féminin 2010.

## Compétition

### Groupe A
| Équipe     | J | V | N | D | BM | BE | DB  | Pts |
| ---------- | - | - | - | - | -- | -- | --- | --- |
| Inde       | 3 | 3 | 0 | 0 | 31 | 0  | +31 | 9   |
| Bangladesh | 3 | 2 | 0 | 1 | 11 | 6  | +5  | 6   |
| Sri Lanka  | 3 | 0 | 1 | 2 | 1  | 10 | -9  | 1   |
| Bhoutan    | 3 | 0 | 1 | 2 | 1  | 28 | -27 | 1   |

     Équipe qualifiée; Pts = points; J = joués; G = gagnés; N = nuls; P = perdus;

Bp = buts pour; Bc = buts contre; Diff = différence de buts
| 13 décembre 2010 | Inde | 18 - 0 | Bhoutan | Cox's Bazar |  |
|                  |      |        |         |             |  |

| 13 décembre 2010 | Bangladesh | 2 - 0 | Sri Lanka | Cox's Bazar |  |
|                  |            |       |           |             |  |

| 15 décembre 2010 | Inde | 7 - 0 | Sri Lanka | Cox's Bazar |  |
|                  |      |       |           |             |  |

| 15 décembre 2010 | Bangladesh | 9 - 0 | Bhoutan | Cox's Bazar |  |
|                  |            |       |         |             |  |

| 17 décembre 2010 | Sri Lanka | 1 - 1 | Bhoutan | Cox's Bazar |  |
|                  |           |       |         |             |  |

| 17 décembre 2010 | Inde | 6 - 0 | Bangladesh | Cox's Bazar |  |
|                  |      |       |            |             |  |

### Groupe B
| Équipe      | J | V | N | D | BM | BE | DB  | Pts |
| ----------- | - | - | - | - | -- | -- | --- | --- |
| Népal       | 3 | 3 | 0 | 0 | 31 | 0  | +31 | 9   |
| Pakistan    | 3 | 2 | 0 | 1 | 5  | 13 | -8  | 6   |
| Maldives    | 3 | 0 | 1 | 2 | 3  | 10 | -7  | 1   |
| Afghanistan | 3 | 0 | 1 | 2 | 2  | 18 | -16 | 1   |

     Équipe qualifiée; Pts = points; J = joués; G = gagnés; N = nuls; P = perdus;

Bp = buts pour; Bc = buts contre; Diff = différence de buts
| 12 décembre 2010 | Népal | 6 - 0 | Maldives | Cox's Bazar |  |
|                  |       |       |          |             |  |

| 14 décembre 2010 | Népal | 13 - 0 | Afghanistan | Cox's Bazar |  |
|                  |       |        |             |             |  |

| 14 décembre 2010 | Pakistan | 2 - 1 | Maldives | Cox's Bazar |  |
|                  |          |       |          |             |  |

| 16 décembre 2010 | Pakistan | 3 - 0 | Afghanistan | Cox's Bazar |  |
|                  |          |       |             |             |  |

| 18 décembre 2010 | Maldives | 2 - 2 | Afghanistan | Cox's Bazar |  |
|                  |          |       |             |             |  |

| 18 décembre 2010 | Népal | 12 - 0 | Pakistan | Cox's Bazar |  |
|                  |       |        |          |             |  |

### Demi-finales
| 20 décembre 2010 | Inde | 8 – 0 | Pakistan | Cox's Bazar |  |
|                  |      |       |          |             |  |

| 21 décembre 2010 | Népal | 3 – 0 | Bangladesh | Cox's Bazar |  |
|                  |       |       |            |             |  |

### Finale
| 23 décembre 2010 | Inde | 1 – 0 | Népal | Cox's Bazar |  |
|                  |      |       |       |             |  |

## Classement des buteurs
14 buts
- Sasmita Mallick  Bhoutan x7,  Sri Lanka x3,  Bangladesh x2,  Pakistan 1,  Népal 1

12 buts
- Anu Lama  Bangladesh x3,  Maldives x3,  Pakistan x2,  Afghanistan x4

9 buts
- Ngangom Bala Devi  Bhoutan x5,  Pakistan x3,  Sri Lanka 1

- Jamuna Gurung  Pakistan x3,  Maldives x2,  Afghanistan x4

6 buts
- Tababi Devi  Bangladesh 1,  Bhoutan x4,  Sri Lanka 1

4 buts
- Pramila Rai  Pakistan 1,  Maldives 1,  Afghanistan x2

3 buts
- Kamala Devi  Bangladesh x3

- Pinky Bompal Magar  Sri Lanka x2,  Bhoutan 1

- Laxmi Poudel  Pakistan x2,  Afghanistan 1

- Sajana Rana  Pakistan 1,  Afghanistan x2

- Aungmra Ching Marma  Bhoutan x3

- Sabina Khatun  Bhoutan x2,  Sri lanka 1

- Suinu Pru Marma  Bhoutan x2,  Sri lanka 1

2 buts
- Gayatri Mallick  Pakistan x2

- Amoolya Kamal  Bhoutan 1,  Pakistan 1

- Farhana Khatan  Bhoutan x2

- Malaika Noor  Maldives 1,  Afghanistan 1

1 but
- Manpreet Kaur  Pakistan 1

- Rajana Darji  Pakistan 1

- Mira Maharjan  Pakistan 1

- Chandra Bhandari  Pakistan 1

- Rima Maya  Sri lanka 1

- Mehwish Khan  Maldives 1

- Shelyla Baloch  Afghanistan 1

- Mejzaan Orakzai  Afghanistan 1

- Aishath Fazla  Pakistan 1

- Mariyam Mirufath  Afghanistan 1

- ?  Afghanistan 1

- Hailai Arghandiwal  Maldives 1

- Sabria mah  Maldives 1

- ?  Bhoutan 1